# Clinical Cancer Research
Clinical Cancer Research, abgekürzt Clin. Cancer Res., ist eine wissenschaftliche Fachzeitschrift, die von der American Association for Cancer Research veröffentlicht wird. Derzeit erscheint die Zeitschrift mit 24 Ausgaben im Jahr. Es werden Arbeiten aus allen Bereichen der Onkologie veröffentlicht, wobei ein Fokus die molekularen und zellulären Mechanismen des Krebses darstellen.
Der Impact Factor lag im Jahr 2016 bei 9,619. Nach der Statistik des ISI Web of Knowledge wird das Journal mit diesem Impact Factor in der Kategorie Onkologie an zwölfter Stelle von 217 Zeitschriften geführt.